# فرانك إي. بيترسن
فرانك إي. بيترسن (بالإنجليزية: Frank E. Petersen)‏ هو طيار وضابط أمريكي، ولد في 2 مارس 1932 في توبيكا في الولايات المتحدة، وتوفي في 25 أغسطس 2015 في ستيفنسفيل في الولايات المتحدة.

## وصلات خارجية
- فرانك إي. بيترسن على موقع IMDb (الإنجليزية)